# Kiiminkijoki
De Kiiminkijoki is een rivier in Finland, die door de regio's Kainuu en Noord-Österbotten stroomt.
De bron van de rivier ligt bij het Kivarinjärvi (Kivarinmeer) in Puolanka. Van hieruit stroomt de Kiiminkijoki naar het westen, om in Haukipudas uit te monden in de Botnische Golf.
In de winter vriest de rivier volledig dicht en is het een populaire plaats om te langlaufen of ijsvissen.